# Église de Jämsä
L'église de Jämsä (finnois : Jämsän kirkko) est une église luthérienne  située à Jämsä en Finlande. 

## Architecture

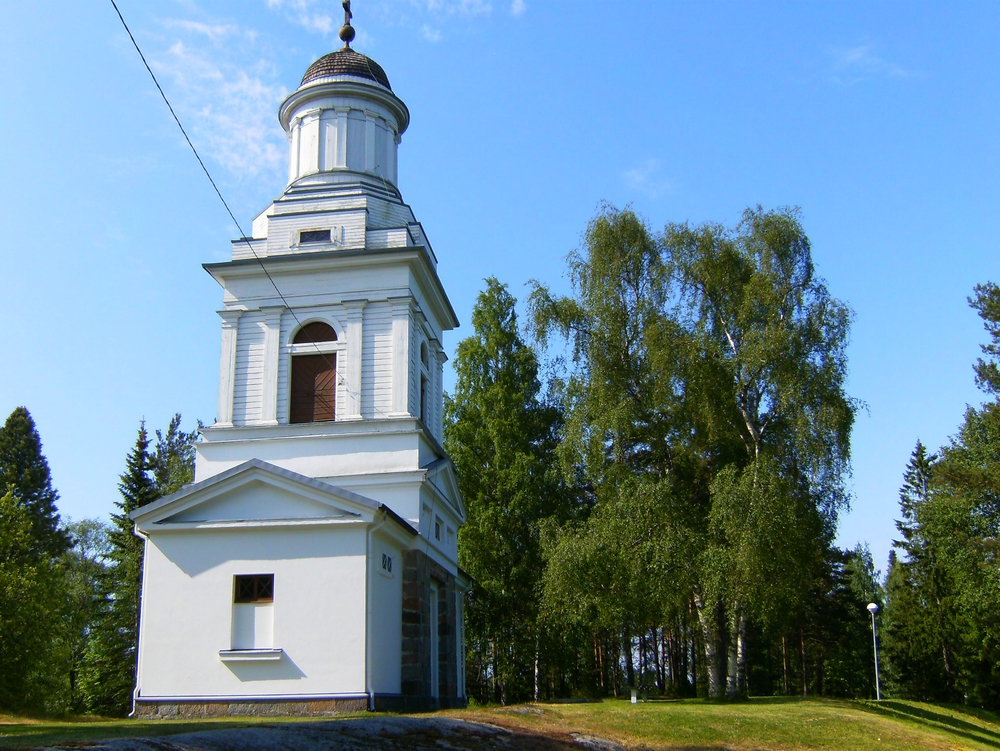
Le beffroi de l'église de Jämsä.

L'église est historiquement la cinquième de Jämsä.
Elle remplace l'ancienne église de  Jämsä détruite par un incendie en 1925.
L'église est conçue par Kauno Kallio à la suite d'un concours d'architectes auquel ont aussi participé Alvar Aalto et Armas Lindgren.
L'église est inaugurée en 1929 et offre 800 places assises.
L'église est couverte d'une grande coupole. 
La chaire, l'autel et les vitraux peints par Urho Lehtinen sont représentatifs du classicisme des années 1920
Le retable est récupéré de ancienne église de  Jämsä.
Il est peint en 1848 par Berndt Godenhjelm et sur chacun de ses côtés il y a un relief d'Eljas Ilkka. 
Les décorations de l'église sont d'Urho Lehtinen.
Le clocher séparé bâti en 1857 a été sauvegardé de l'incendie de l’église précédente.